# Styrbjörn

In der Schlacht von Fýrisvellir wurde Styrbjörn tödlich verwundet

Styrbjörn der Starke (altnordisch Styrbjörn enn sterki; * um 960; † 986) war laut der altnordischen Sagaliteratur der Sohn des schwedischen Königs Olof II. Björnsson. Nach dem Tod seines Vaters verwehrte ihm dessen Bruder und Mitregent Erik der Siegreiche den Anspruch auf den schwedischen Thron und proklamierte diesen für seinen ungeborenen Sohn Olof Skötkonung.

## Leben
Die folgende Zusammenfassung der Biographie von Styrbjörn basiert auf dem Styrbjarnar þáttr Svíakappa.

### Jugend
Styrbjörn war ungewöhnlich groß, stark und unbändig (für einen Wikinger). Als er noch ein Kind war, gelang es ihm, einen Höfling zu töten, der ihm versehentlich mit einem Trinkhorn auf die Nase geschlagen hatte.
Nach seines Vaters Tod wurde ihm die Mitregentschaft über Schweden von seinem Onkel Erik verwehrt, woraufhin Styrbjörn lange Zeit schmollte.
Als er 16 Jahre alt war, entschied das Ting, dass er zu ungebärdig sei, den schwedischen Thron zu besteigen. Erik beschloss, seinem eigenen ungeborenen Kind den Thron zu übergeben unter der Bedingung, dass es ein Junge würde. Zum Ausgleich gab er Styrbjörn 60 gut ausgerüstete Langschiffe, worauf der frustrierte Styrbjörn sich seine Schwester Gyrid schnappte und verschwand.

### Karriere
In den folgenden Jahren ging er auf Wiking und verwüstete Siedlungen und Städte an den Ufern der Ostsee. Als er 20 Jahre alt war, fand er als Seekrieger Aufnahme in der Jomsburg, deren Gründer Pálna-Tóki ihn zu einem militärischen Anführer der Jomswikinger auserkor.
Während seiner Zeit als Jomswikinger wurde er enger Verbündeter des dänischen Königs Harald Blauzahn und gab ihm seine Schwester Gyrid zur Frau. Styrbjörn wiederum heiratete Haralds Tochter Tyra. Den nordischen Quellen zufolge rettete Styrbjörn den schwerverwundeten Harald Blauzahn aus der Seeschlacht von Helgenes, die um 984 oder 985 wahrscheinlich bei der Insel Bornholm stattfand und verhalf ihm mit seinem Schiff zur Flucht an Pommerns Küste, nach Jomsburg oder Jumne.

### Die Schlacht von Fýrisvellir
Harald gab Styrbjörn weitere Krieger zur Unterstützung, so dass er sich nun in der Lage sah, den schwedischen Thron zurückzuerobern. Styrbjörn segelte mit einer großen Streitmacht los, die außer aus seinen Jomswikingern noch aus 200 dänischen Schiffen bestand. Als sie am Fyrisån in Uppland anlandeten, ließ Styrbjörn alle seine Schiffe verbrennen, um sicherzustellen, dass seine Krieger bis zum Schluss kämpfen würden. Dies war den Dänen scheinbar nicht geheuer und so segelten sie zurück nach Dänemark.
Styrbjörn und die Jomswikinger zogen also allein gen Alt-Uppsala. Erik hatte in der Zwischenzeit von der bevorstehenden Invasion erfahren und in alle Richtungen nach Verstärkung ausgesandt.
Während der ersten beiden Tage schien die beiden Heere ausgeglichen und weder die Jomswikinger noch die Schweden konnten eine Entscheidung herbeiführen. Am Abend des zweiten Tages suchte Erik den Tempel von Uppsala auf und brachte Odin ein Opfer dar. Er schwor seinem Gott, wenn er die Schlacht zu seinen Gunsten entschiede, gehöre sein Leben ihm und er träfe zehn Jahre nach dem heutigen Tage in Valhalla ein.
Am dritten Tag schleuderte Erik seinen Speer gegen die Feinde und rief: „Ich opfere Euch alle Odin!“ Styrbjörn und seine Schwurbrüder blieben fast alle auf dem Schlachtfeld zurück und starben. Zuletzt die militärische Niederlage vor Augen, gelang nur einzelnen Gefolgschaftskriegern Styrbjörns, darunter dem isländischen Krieger und Jomswikinger Björn Asbrandsson, die Flucht in einem nahegelegenen Wald und später über See in die pommersche Ausgangsbasis Gau Jom zurück.

## Forschungsfragen
Bei allem Für und Wider zur Historizität Styrbjörns und der Schlacht bei Alt-Uppsala steht fest, dass diese Schlacht stattgefunden hat, in der die Schweden die Invasoren unter Führung Styrbjörns vernichteten, aber der Zeitpunkt konnte bis heute nicht exakt geklärt werden. Da Harald Blauzahn nach Adam von Bremen an Allerheiligen 985 oder 986 auf pommerschem Boden verstarb, kann Styrbjörn erst kurz nach dem Tode des Dänenkönigs in Schweden eingefallen sein, sonst hätte er Harald nicht aus der Seeschlacht nach Pommern retten können.

## Rezeption
An die Schlacht auf Fyrisvellir erinnern drei Runensteine, die von Hällestad und Sjörup in Schonen und Högby in Östergötland. Ihre Inschriften stimmen in etwa mit dem Inhalt der späteren isländischen Sagas überein. Der Runenstein von Hällestad spricht von einem Wikingerkrieger Toke: „Er floh nicht bei Uppsala“, der von Sjörup berichtet über einen anderen namens Asbjörn: „Er floh nicht bei Uppsala, sondern er kämpfte, so lange er Waffen hatte“. Und der schwedische Högby-Stein überliefert von einem Recken namens Asmund Gullesson: „Es fiel beim Fyris der mutige Asmund … Torkil ritzte die Runen“.
In der modernen Literatur tritt Styrbjörn als Held in Eric Rucker Eddisons Buch Styrbjörn the Strong (1926) auf und wird auch in Frans G. Bengtssons Die Abenteuer des Röde Orm (1941) erwähnt.

### Textausgaben
- Die Geschichten von den Orkaden (Orkneyinga saga), Dänemark (Knytlinga saga) und der Jomsburg (Jomsvikinga saga) (Thule – Altnordische Dichtung und Prosa. Zweite Reihe, Band 19). Herausgegeben von Felix Niedner, übertragen von Walter Baetke. Jena: Eugen Diederichs Verlag 1924, S. 224 (Kapitel „Der Fall Styrbjörns des Starken“).

### Populärwissenschaftliche Darstellungen
- Lutz Mohr: Die Jomswikinger. Mythos oder Wahrheit. Elmenhorst: Edition Pommern 2009, ISBN 978-3-939680-03-1.
- Lutz Mohr: Die Jomswikinger – Nur ein Mythos?,  Elmenhorst: Edition Pommern 2021, ISBN 978-3-939680-65-9.

### Forschungsliteratur
- Carl L. Thunberg: Slaget på Fyrisvallarna i ny tolkning, Universität Göteborg 2012, ISBN 978-91-981859-5-9 (schwedisch, übersetzt „Die Schlacht von Fýrisvellir in einer neuen Interpretation“, online).